# السيدة بنفشة
السيدة بنفشة (توفيت في 29 ربيع الأول 598 هـ / 26 ديسمبر 1201) هي زوجة الخليفة العباسي المستضيء بأمر الله، كانت جارية اشتراها فأصبحت إحدى أحب محظياته لديه، وقد تركت العديد من المنشآت الدينية والتعليمية والخدمية في بغداد.

## حياتها
كانت بنفشة جارية رومية ويعني اسمها بالفارسية زهرة البنفسج، إشتراها الخليفة المستضيء بأمر الله فأصبحت من محظياته المفضلات لما لها من التدين وحب أعمال الخير والتصدق على الفقراء، وكانت قريبة إلى نفسه حتى أنه بنى لها قصراً كبيراً عُرف بدار سوق التمر وكان له باب عال ويقع هذا القصر في الجانب الشرقي من بغداد.
لم تُنجب السيدة بنفشة ولداً، ومع ذلك فقد ساهمت في تدعيم كفة الأمير أبو العباس أحمد ابن ضرّتها زمرد خاتون ليكون المرشح للخلافة بعد وفاة أبيه بدلاً من أخيه الأمير هاشم، وبالفعل تولى العرش الأمير أبو العباس وتلقب بالناصر لدين الله، وقد شَكر لها موقفها فأسكنها في قصر كبير.

## إنجازاتها
أنفقت السيدة بنفشة الكثير من الأموال في بناء المدارس والرُبط، فقد بنت مدرسة كبيرة لتدريس المذهب الحنبلي في بغداد عرفت بمدرسة بنفشة أو المدرسة الشاطئية في الجانب الشرقي من بغداد، وجعلت إدارتها إلى ابن الجوزي، وبَنَت قنطرةً على نهر عيسى في الجانب الغربي من بغداد، وبعد انتهاء بناء قصرها المعروف بدار سوق التمر أمرت بإنشاء جسرٍ إلى جواره، يربط بين الكرخ والرصافة لتسهيل مرور الناس لوجود جسر واحد فقط، ومن إنجازاتها أيضاً بناء رباط للنساء المتصوفات في بغداد سنة 573 هـ حيث يقدم السكن والطعام، وجعلت المشيخة في الرباط إلى أخت الشيخ الصوفي أبي بكر الزوزني، وكانت تُخرج في عيد الفطر زكاة الفطر صاعاً مِن ذهب وتُفرِّقه على الفقراء، كما أعتقت الكثير من الجواري والمماليك.

## وفاتها
توفيت السيدة بنفشة ببغداد في 29 ربيع الأول سنة 598 هـ/ 26 ديسمبر 1201، ودُفِنَت في تُربة ضَرَّتها السيدة زمرد خاتون بالشونيزية بجانب الكرخ من بغداد.

## وصلات خارجية
سيدات البلاط العباسي.مصطفى جواد